# Columbina
Genre
Columbina est un genre d'oiseaux de la famille des Columbidae.

## Liste des espèces
Selon la classification de référence du Congrès ornithologique international (version 2.8, 2011) :
- Columbina inca – Colombe inca
- Columbina squammata – Colombe écaillée
- Columbina passerina – Colombe à queue noire ou Colombe moineau
- Columbina minuta – Colombe pygmée
- Columbina buckleyi – Colombe de Buckley
- Columbina talpacoti – Colombe rousse
- Columbina picui – Colombe picui
- Columbina cruziana – Colombe à bec jaune ou Colombe à bandeau grenat
- Columbina cyanopis – Colombe aux yeux bleus